# Infamous (Motionless in White)
Infamous è il secondo album in studio del gruppo musicale statunitense Motionless in White, pubblicato il 13 novembre 2012 dalla Fearless Records.

## Il disco
Infamous fece impiegare alla band buona parte del 2012 per la registrazione. Rispetto ai precedenti, l'album presenta diverse influenze da vari stili di musica, abbandonando lo stile del metalcore. 
Il 25 settembre ed il 9 ottobre vennero pubblicati rispettivamente i singoli "Devil's Night" e "If It's Dead, We'll Kill It". Il 13 novembre venne pubblicato Infamous insieme al video musicale per "Devil's Night".
Nell'11 giugno dell'anno successivo venne pubblicata l'edizione Deluxe dell'album, contenenti tracce bonus e versioni rivisitate delle originali 12 tracce dell'album. Inoltre nella versione Deluxe, in seguito all'abbandono di Angelo Parente, le registrazioni per le versioni rivisitate delle tracce vengono eseguite insieme al batterista Brandon "Rage" Richter.

## Tracce
1. Black Damask (The Fog) – 3:51
2. Devil's Night – 3:58
3. A-M-E-R-I-C-A (featuring Michael Vampire) – 3:37
4. Burned at Both Ends – 3:30
5. The Divine Infection – 3:38
6. Puppets 2 (The Rain) (featuring Björn Strid) (seguito di "Puppets (The First Snow)" in Creatures) – 4:57
7. Sinematic – 4:49
8. If It's Dead, We'll Kill It (featuring Brandan Schieppati) – 3:11
9. Synthetic Love – 3:32
10. Hatefuck – 3:11
11. Underdog – 3:59
12. Infamous – 4:23

Tracce bonus nell'edizione deluxe
1. Sick From The Melt (featuring Trevor Friedrich) – 3:24
2. Fatal – 5:19
3. A-M-E-R-I-C-A (Celldweller Remix) – 3:58
4. Underdog (Ricky Horror Remix) – 4:34
5. Sinematic (Combichrist Remix) – 3:58
6. America (Radio Mix) – 3:38

## Formazione
- Chris "Motionless" Cerulli - voce
- Joshua Balz - tastiera
- Ryan Sitkowski -  chitarra solista
- Ricky "Horror" Olson - chitarra ritmica
- Devin "Ghost" Sola - basso
- Angelo Parente - batteria
- Brandon "Rage" Richter - batteria (solo nell'edizione deluxe)